# Čenkovská step
Čenkovská step je zrušená národní přírodní rezervace na Slovensku. Nacházela se v katastrálním území obce Mužla v okrese Nové Zámky v Nitranském kraji. Území bylo vyhlášeno v roce 1951 a novelizováno v roce 1993 s rozlohou 3,57 hektaru. Národní přírodní rezervace byla k 15. září 2020 zrušena a nahrazena chráněným areálem Čenkov.